# Линнея
Линне́я (лат. Linnaéa) — род древесных цветковых растений. Включался в семейство Жимолостные (Caprifoliaceae), позже выделялся в самостоятельное семейство Линнеевые (Linnaeaceae) (например, в Системе классификации APG I, 1998); в версии APG III (2009) и APG IV (2016) снова включён в семейство Жимолостные. Назван в честь выдающегося шведского ботаника Карла Линнея (1707—1778).
Традиционно род рассматривался как монотипный с единственным видом Линнеей северной (Linnaea borealis), вечнозелёным стелющимся кустарничком, широко распространённым в Северном полушарии, однако в 2013 году была произведена ревизия рода, в результате которой его объём составил 17 видов, в настоящее время увеличенный до 18 подтвержденных таксонов и 3, ожидающих подтверждения.

## Название

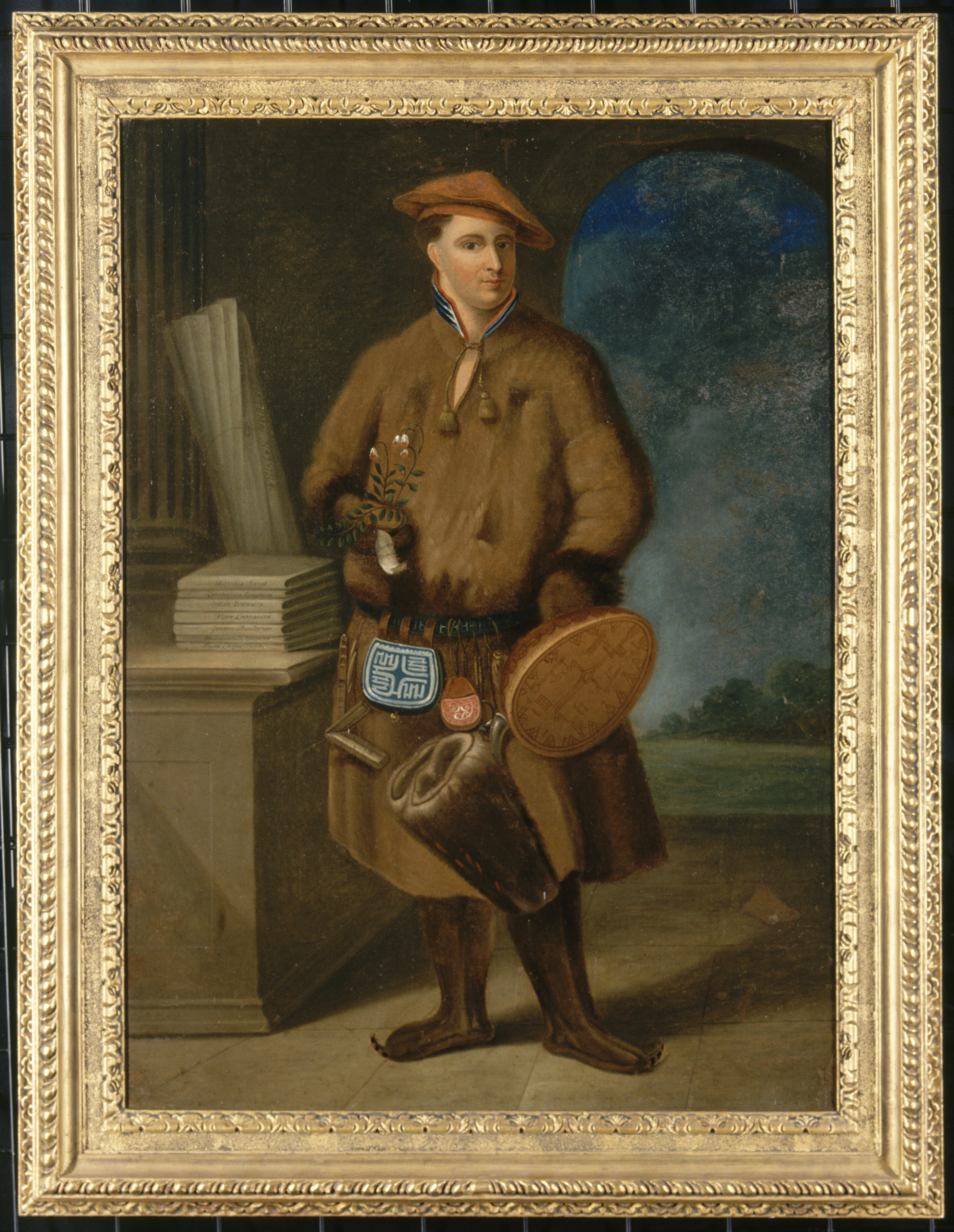
Карл Линней в «лапландском» (традиционном саамском) костюме (1737). Картина голландского художника Мартина Хоффмана.
В левой руке Линней держит шаманский бубен, привезённый из своей Лапландской экспедиции, в правой — цветущую линнею северную, своё любимое растение

Род был назван в честь Карла Линнея голландским ботаником Яном Гроновиусом. В литературе иногда утверждается, будто Линней назвал это растение в честь самого себя, при этом небольшая высота растения подчёркивала его скромность. Широко распространённое в странах Северной Европы женское имя Линнея (изначальное образованное, как и название рода Linnaea, от фамилии Карла Линнея) сейчас ассоциируется именно с линнеей-растением.
По научному названию рода был назван немецкий ботанический журнал Linnaea, выходивший в Берлине с 1826 по 1882 год.

## Классификация
Род Линнея включали в семейство Жимолостные, однако позже он был выделен в отдельное семейство Линнеевые — Linnaeaceae (Raf.) Backlund. Это семейство вошло в Систему классификации APG I (1998), однако в Системе классификации APG III (2009) составлявшие его роды снова были включены в семейство Жимолостные порядка Ворсянкоцветные (Dipsacales).

### Таксономия
Linnaea Gronov., 1753, Sp. Pl.: 631
Род Линнея относится к семейству Жимолостные (Caprifoliaceae) порядка Ворсянкоцветные (Dipsacales). Кладограмма в соответствии с Системой APG IV по состоянию на декабрь 2023 года:
|  |                                      |  |                                   |                                   |                       |  | ещё 16 семейств |              |              |                                                           |
|  |                                      |  |                                   |                                   |                       |  |                 |              |              | 18 подтвержденных видов и 3 вида, ожидающих подтверждения |
|  |                                      |  |                                   | порядок Ворсянкоцветные           |                       |  |                 |              | род Линнея   |                                                           |
|  |                                      |  |                                   | порядок Ворсянкоцветные           |                       |  |                 |              | род Линнея   |                                                           |
|  | отдел Цветковые, или Покрытосеменные |  |                                   |                                   | семейство Жимолостные |  |                 |              |              |                                                           |
|  | отдел Цветковые, или Покрытосеменные |  |                                   |                                   |                       |  |                 |              |              |                                                           |
|  |                                      |  | ещё 63 порядка цветковых растений | ещё 63 порядка цветковых растений |                       |  |                 | ещё 28 родов | ещё 28 родов |                                                           |
|  |                                      |  |                                   | ещё 63 порядка цветковых растений |                       |  |                 |              | ещё 28 родов |                                                           |

### Синонимы
- Abelia R.Br.
- Cavaleriella H.Lév.
- Diabelia Landrein
- Dipelta Maxim.
- Kolkwitzia Graebn.
- Linnea Neck.
- Vesalea M.Martens & Galeotti

### Состав рода
В XIX — начале XX века род Linnaea рассматривался широко, в него были включены виды, которые позже были выделены (перенесены) в роды Абелия, Жимолость, Забелия и др. В XX веке род рассматривался обычно как монотипный с единственным видом Linnaea borealis L., в котором выделялись три подвида, включая номинативный, — либо, реже, как род с двумя или даже тремя видами, если в отдельные виды выделялись один или два американских подвида.
В 2013 году в журнале Phytotaxa была опубликована статья нидерландского учёного Маартена Христенхуса Twins are not alone: a recircumscription of Linnaea (Caprifoliaceae), в которой была произведена ревизия рода Linnaea. В связи с результатами различных молекулярных исследований, в которых было показано, что Linnaea borealis и ещё более десятка видов из разных родов семейства Жимолостные (Caprifoliaceae) образуют монофилетическую группу (так называемую Linnaea clade), Христенхус
включил в род многие виды семейства Жимолостные (Caprifoliaceae). В частности, в род Linnaea были полностью включены роды Диабелия (Diabelia), Дипельта (Dipelta), Кольквиция (Kolkwitzia), Весалея (Vesalea), а также большинство видов рода Абелия (Abelia) (за исключением видов секции Zabelia). Объём рода после ревизии составил 17 видов, в настоящее время увеличен до 18.

### Виды
- Linnaea amabilis (Graebn.) Christenh. [syn. Kolkwitzia amabilis Graebn. — Кольквиция приятная]
- Linnaea borealis L. typus[9] — Линнея северная
- Linnaea chinensis (R.Br.) A.Braun & Vatke [syn. Abelia chinensis R.Br. — Абелия китайская]
- Linnaea coriacea (Hemsl.) Christenh.
- Linnaea dipelta Christenh.
- Linnaea elegans (Batalin) Christenh.
- Linnaea engleriana Graebn.
- Linnaea floribunda A.Braun & Vatke
- Linnaea forrestii Diels
- Linnaea grandifolia (Villarreal) Christenh.
- Linnaea macrotera Graebn. & Buchw. ex Graebn.
- Linnaea occidentalis (Villarreal) Christenh.
- Linnaea parvifolia Graebn.
- Linnaea serrata Graebn.
- Linnaea spathulata Graebn.
- Linnaea tetrasepala (Koidz.) Christenh.
- Linnaea uniflora (R.Br.) A.Braun & Vatke [syn. Abelia uniflora  R.Br. — Абелия одноцветковая]
- Linnaea yunnanensis (Franch.) Christenh.